# Jurek Dybal
Jurek Dybal (Ruda Śląska, 1977. június 22. –) lengyel karmester. 2013 óta a zabrzei Krzysztof Penderecki Nemzetközi Fesztivál igazgatója. 2014 óta a Krakkó Királyi Főváros orgonaigazgatója (Sinfonietta Cracovia).